# Höhlenwandern

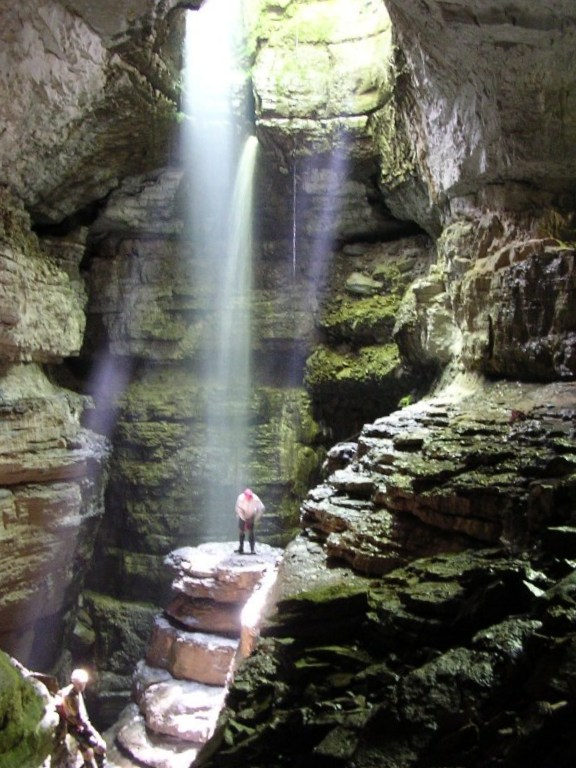
Höhle in Alabama.

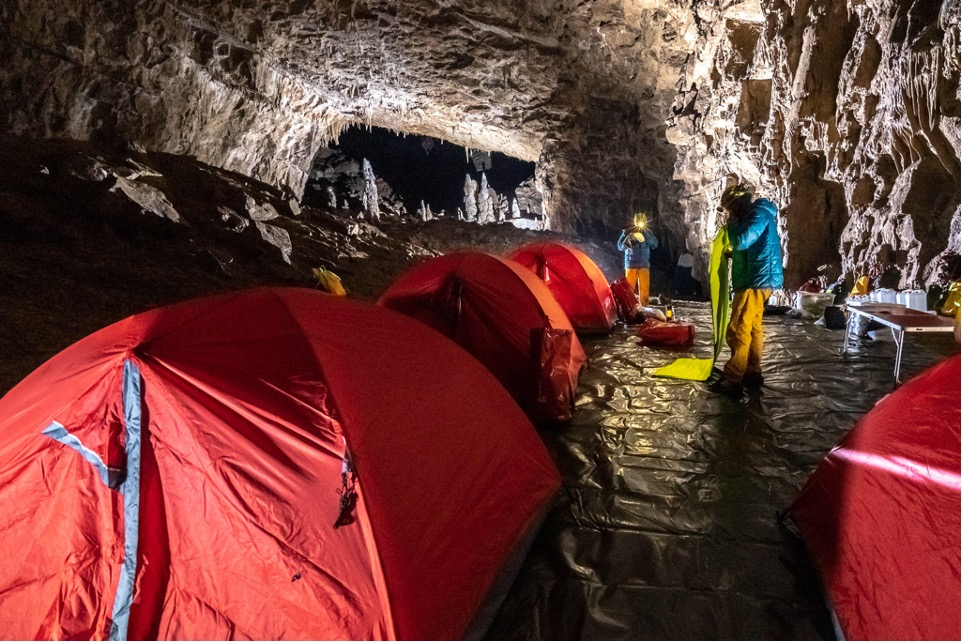
Caving als Teil der Astronautenausbildung der ESA, genannt ESA CAVES (Cooperative Adventure for Valuing and Exercising human behaviour and performance Skills)

Das Höhlenwandern bzw. Caving ist die Begehung von Höhlen als Sport oder Hobby. Im Gegensatz zur Speläologie spielt dabei die wissenschaftliche Erforschung normalerweise eine untergeordnete Rolle, auch wenn die eine oder andere Entdeckung eines bislang unbekannten Höhlenabschnitts oder einer bislang unentdeckten Eigenschaft einer Höhle durchaus auch für die Wissenschaft interessant sein kann und es auch Überschneidungen in die andere Richtung gibt.
Seit einiger Zeit entwickelt sich Höhlenwandern immer mehr zum Extremsport, da es durchaus mit Nervenkitzel verbunden sein kann und dazu noch sehr viele andere Tätigkeiten beinhalten kann, wie z. B. Tauchen, Orientierungstraining, Übernachten an einem „abgelegenen“ Ort usw.
Da es sehr leicht möglich ist, beim Höhlenwandern erheblichen Schaden an eventuellen lokalen Ökosystemen zu verursachen, z. B. durch Einbringung von Bakterien und Pilzen oder durch Verschmutzung von Gewässern, sollte man hier sehr vorsichtig sein und sich vorab über lokale Gegebenheiten und Regelungen erkundigen.
Die vom Verband der deutschen Höhlen- und Karstforscher (VdHK) ausgegebenen Leitlinien des Höhlenschutzes sollten unbedingt beachtet werden:
Wenn Du in eine Höhle gehst....:
- nimm (von dort) nichts mit
- lass (dort) nichts zurück
- zerstöre nichts
- schlage nichts tot

Beim Höhlenwandern sollte man auch einige Vorsichtsmaßnahmen zum eigenen Schutz treffen:
- Informationen über eventuell steigende Wasserspiegel und gegebenenfalls Wettervorhersagen besorgen.
- Jemanden über die Tour informieren, ihm mitteilen, wann man zurück ist und ab wann die Höhlenrettung zu informieren ist.
- Für eine adäquate Ausrüstung sorgen – je nach Höhle unterschiedlich.
- Auf angemessene Bekleidung achten – je nach Temperatur, Luftfeuchtigkeit und eventuell Tauchgängen unterschiedlich.
- Sicherstellen, dass man den Weg zurückfindet.